# Teatro Académico Estatal de Ópera y Ballet de Novosibirsk
El Teatro Académico Estatal de Ópera y Ballet de Novosibirsk (en ruso: Новосиби́рский госуда́рственный академи́ческий теа́тр о́перы и бале́та) es el teatro de la ópera de la ciudad rusa de Novosibirsk. Fue fundado en 1945 y es uno de los principales teatros de Rusia. El edificio de teatro más grande de Rusia y la Unión Soviética fue construido en 1931-1941 y tiene estatus de patrimonio cultural de la Federación Rusa.